# Canton de Domme
Le canton de Domme est une ancienne division administrative française située dans le département de la Dordogne, en région Aquitaine.

## Historique
Le canton de Domme est l'un des cantons de la Dordogne créés en 1790, en même temps que les autres cantons français. Il a d'abord été rattaché au district de Sarlat avant de faire partie de l'arrondissement de Sarlat, renommé en arrondissement de Sarlat-la-Canéda en 1965.
Ancienne commune du canton de Domme : Fayrac en 1820 (actes aux AD 24), rattachée à Castelnaud-Fayrac en 1827, devenue Castelnaud-la-Chapelle en 1973.

### Redécoupage cantonal de 2014-2015
Par décret du 21 février 2014, le nombre de cantons du département est divisé par deux, avec mise en application aux élections départementales de mars 2015. Le canton de Domme est supprimé à cette occasion. Ses quatorze communes sont alors rattachées au canton de la Vallée Dordogne, dont le bureau centralisateur est fixé à Saint-Cyprien.

## Géographie
Ce canton était organisé autour de Domme dans l'arrondissement de Sarlat-la-Canéda. Son altitude variait de 51 m (Castelnaud-la-Chapelle) à 334 m (Saint-Pompon) pour une altitude moyenne de 153 m.

## Représentation

### Conseillers généraux de 1833 à 2015
Avant 1833, les conseillers généraux étaient désignés, et ne représentaient pas un canton déterminé.
| Période | Période      | Identité                          | Étiquette                      | Qualité |
| ------- | ------------ | --------------------------------- | ------------------------------ | --- |
| 1833    | 1848         | Guillaume de Maleville            | Majorité ministérielle         | Conseiller à la Cour royale de Bordeaux Député (1837-1846, 1871-1876) Sénateur (1875-1889) Pair de France Maire de Domme    |
| 1848    | 1868 (décès) | Timoléon Auguste Sydney Taillefer | Majorité dynastique            | Médecin à Cénac Député (1846-1849, 1852-1868) Président du Conseil général                                                  |
| 1868    | 1895         | Oswald François Taillefer         | Appel au peuple (Bonapartiste) | Ancien officier de marine Maire de Cénac Député (1876-1881 et 1888-1889)                                                    |
| 1895    | 1901         | Jean Jules Arbelot                | Républicain                    | Ancien professeur puis censeur de lycée à Bordeaux Maire de Domme, conseiller d'arrondissement                              |
| 1901    | 1913         | Louis Antoine Bouquet             | Rad.                           | Maire de Saint-Cybranet Percepteur à Moulon Propriétaire à Daglan, conseiller d'arrondissement                              |
| 1913    | 1920         | Jean-François Ernest Delmas       | RG                             | Médecin - Maire de Daglan puis de Sarlat                                                                                    |
| 1920    | 1921 (décès) | Albert-André Claveille            | Rad.                           | Ingénieur - Sénateur (1920-1921) Sous-secrétaire d'État (1916-1917) Ministre (1917-1920)                                    |
| 1921    | 1925 (décès) | Luc Lalande                       | RG                             | Médecin - Maire de Cénac |
| 1925    | 1935         | Jean Lebraly                      | Rad.                           | Propriétaire Maire de Saint-Pompont (1919-1935)                                                                             |
| 1935    | 1940         | Robert Lasserre                   | Rad.                           | Professeur à l'École vétérinaire de Toulouse Maire de Domme, ancien conseiller d'arrondissement                             |
|         |              |                                   |                                | |
| 1945    | 1969 (décès) | Lucien Jean dit Victor Dubois     | SFIO                           | Industriel, sous-préfet de la Résistance (1944) Maire de Groléjac (1939-1941 et 1961-1969)                                  |
| 1969    | 1974 (décès) | Abel Roulland (1926-1974)         | SFIO puis PS                   | Maire de Castelnaud-la-Chapelle (1954-1974)                                                                                 |
| 1974    | 1988         | Alain Bournazel                   | PS puis RPR                    | Haut fonctionnaire Maire de Domme (1989-2001)                                                                               |
| 1988    | 2015         | Germinal Peiro                    | PS                             | Instituteur Député (1997-2017) Maire de Castelnaud-la-Chapelle (1983-2014) Élu en 2015 dans le canton de la Vallée Dordogne |

### Conseillers d'arrondissement (de 1833 à 1940)
| Période                                  | Période | Identité                  | Étiquette   | Qualité |
| ---------------------------------------- | ------- | ------------------------- | ----------- | --- |
| Les données manquantes sont à compléter. |         |                           |             | |
| 1833                                     | 1864    | François Manière          |             | Médecin à Cénac                                                                                             |
| 1864                                     | 1871    | M. Mercié                 |             | |
| 1871                                     | 1892    | Sully Malleville          | Droite      | Propriétaire, maire de Domme                                                                                |
| 1892                                     | 1895    | Jean Jules Arbelot        | Républicain | Ancien professeur puis censeur de lycée à Bordeaux Maire de Domme                                           |
| 1895                                     | 1902    | Louis Antoine Bouquet     | Rad.        | Maire de Saint-Cybranet Percepteur à Moulon (Gironde), propriétaire à Daglan                                |
| 1902                                     | 1904    | Romain-Cyprien Malleville | Républicain | Propriétaire à Cénac                                                                                        |
| 1904                                     | 1910    | Auguste Claverie          | Rad.        | Industriel, orthopédiste à Paris, propriétaire du Château des Milandes, Castelnaud-la-Chapelle              |
| 1910                                     | 1919    | Fernand Requier           | Républicain | Maire de Castelnaud-la-Chapelle                                                                             |
| 1919                                     | 1928    | Pierre-Alfred Courbès     | Républicain | Industriel, maire de Florimont-Gaumier                                                                      |
| 1928                                     | 1934    | Robert Lasserre           | Rad.        | Professeur à l'École vétérinaire de Toulouse, maire de Domme                                                |
| 1934                                     | 1940    | Maurice Fourgous          | PSdF        | Propriétaire à Daglan                                                                                       |
| 1940                                     |         |                           |             | Les conseils d'arrondissement ont été suspendus par la loi du 12 octobre 1940 et n'ont jamais été réactivés |

Sources : "Annuaires et calendriers 1789-1842 " sur le site des archives départementales de la Dordogne. https://archives.dordogne.fr/r/72/fonds-imprimes/annuaires-et-calendriers?arko_default_6076b1c79b335--ficheFocus=

## Composition
Le canton de Domme regroupait quatorze communes et comptait 6 633 habitants (population municipale) au 1er janvier 2011.
| Communes                 | Population (2012) | Code postal | Code Insee |
| ------------------------ | ----------------- | ----------- | ---------- |
| Bouzic                   | 143               | 24250       | 24063      |
| Castelnaud-la-Chapelle   | 474               | 24250       | 24086      |
| Cénac-et-Saint-Julien    | 1 194             | 24250       | 24091      |
| Daglan                   | 557               | 24250       | 24150      |
| Domme                    | 1018              | 24250       | 24152      |
| Florimont-Gaumier        | 142               | 24250       | 24184      |
| Groléjac                 | 636               | 24250       | 24207      |
| Nabirat                  | 377               | 24250       | 24300      |
| Saint-Aubin-de-Nabirat   | 130               | 24250       | 24375      |
| Saint-Cybranet           | 394               | 24250       | 24395      |
| Saint-Laurent-la-Vallée  | 257               | 24170       | 24438      |
| Saint-Martial-de-Nabirat | 652               | 24250       | 24450      |
| Saint-Pompont            | 435               | 24170       | 24488      |
| Veyrines-de-Domme        | 224               | 24250       | 24575      |

## Démographie
| 1962  | 1968  | 1975  | 1982  | 1990  | 1999  | 2006  | 2011  | 2012  |
| ----- | ----- | ----- | ----- | ----- | ----- | ----- | ----- | ----- |
| 6 091 | 5 869 | 5 735 | 5 733 | 5 900 | 6 044 | 6 471 | 6 633 | 6 589 |